# پرویز شیخان
پرویز شیخان از سروان‌های ارتش شاهنشاهی ایران بود که طی سال‌های ۱۳۲۸ تا ۱۳۵۷ مدیریت باشگاه فوتبال تاج تهران را نیز بر عهده داشت.

## فعالیت ورزشی
وی در سال ۱۳۴۰ توسط پرویز خسروانی مالک وقت باشگاه فوتبال تاج تهران به عنوان مدیر عامل این باشگاه منصوب شد و تا سال ۱۳۵۷ و پیروزی انقلاب ایران، ایران را ترک کرد و هم‌اکنون در آمریکا ساکن است.